# Toni Branca
Toni Branca (n. 15 septembrie 1916 - d. 10 mai 1985) a fost un pilot elvețian de Formula 1 care a evoluat în Campionatul Mondial între anii 1950 și 1951. Si-a făcut debutul pe data de 4 iunie 1950 evoluand pentru echipa Maserati. A concurat in 3 grand prix-uri,avand 0 victori,0 pole positions si 0 trofee.